# Sepioteuthis
Sepioteuthis — род головоногих моллюсков из семейства Loliginidae отряда неритических кальмаров (Myopsida). Их легко узнать по их большим округлым плавникам, проходящим почти по всей длине мантии, что придает им внешнее сходство с каракатицами.

## Виды
В настоящее время известны три вида, хотя Sepioteuthis australis и Sepioteuthis lessoniana считаются комплексами видов.
- Sepioteuthis australis
- Sepioteuthis lessoniana
- Sepioteuthis sepioidea